# Mèo Serengeti
Mèo Serengeti là một giống mèo nhà, được phát triển đầu tiên bằng cách lai một con Mèo Bengal (mèo nhà và mèo hoang tạp chủng) và một con Mèo lông ngắn phương Đông. Được công nhận và đăng ký bởi Hiệp hội Mèo Quốc tế (TICA), không có cây lai thế hệ đầu tiên nào khác có thể được đăng ký nhằm tạo ra Mèo Serengeti.
Từ việc phối giống giữa hai giống mèo Bengal và mèo lông ngắn phương Đông đã tạo nền tảng đầu tiên cho việc phát xuất nên giống mèo Serengeti. Sau đó, các nhà lai tạo đã làm việc với con mèo này để tạo ra một con mèo giống với hồ sơ giống do TICA thiết lập. Được tạo ra bởi Karen Sausman của Cơ sở Chăm sóc Mèo Kingsmark ở California vào năm 1994, giống mèo này vẫn đang trong giai đoạn phát triển, nhưng mục tiêu cuối cùng là tạo ra một con mèo trông giống như một con linh miêu đồng cỏ, mà không cần sử dụng hình thức phối giống cận huyết với mèo hoang dã.
Mèo Serengeti là những con mèo đốm, với chân dài và đôi tai to tròn. Chúng có một cái cổ dài, có hình dáng phù hợp để gắn kết với hộp sọ mà không cần phải thon gọn lại. Con đực thường lớn hơn một chút, nặng hơn con cái và có thể nặng từ 10 đến 15 lbs; con cái thường nặng từ 8 đến 12 lbs. Bởi vì có dòng dõi là mèo Bengal, vốn là một giống mèo lai, Serengeti cũng được phân loại vào nhóm mèo lai.